# Cheritra teunga
Cheritra teunga är en fjärilsart som beskrevs av Grose-smith. Cheritra teunga ingår i släktet Cheritra och familjen juvelvingar. Inga underarter finns listade i Catalogue of Life.